# Mesorregión Metropolitana de Curitiba
La mesorregión Metropolitana de Curitiba es una de las diez mesorregiones del estado brasileño de Paraná. Es formada por la unión de 37 municipios agrupados en cinco microrregiones.

## Microrregiones
- Cerro Azul
- Curitiba
- Lapa
- Paranaguá
- Río Negro

- Datos: Q2556542